# AIM-54 Phoenix
L'AIM-54 Phoenix era un missile aria-aria a lungo raggio, impiegato, fino ad un massimo di sei unità, dal Grumman F-14 Tomcat e dal General Dynamics F-111 Aardvark progettato per difendere la flotta contro formazioni di bombardieri e missili da crociera sovietici. 

L'USAF non ebbe armi paragonabili sino all'introduzione dell'AIM-120 AMRAAM, anche se un missile simile fu sviluppato per il Lockheed YF-12, prototipo della versione da intercettazione del Lockheed SR-71.
Alcuni esemplari del Phoenix sono ancora usati in Iran in una nuova variante, ma la loro operatività è dubbia dato che gli USA non riforniscono loro più i pezzi di ricambio necessari dalla rivoluzione del 1979.

## Storia
Il Phoenix venne sviluppato a partire dalla fine degli anni sessanta per poter essere utilizzato nel Douglas F6D Missileer e negli F-111B, con la caratteristica fondamentale di avere un lungo raggio d'azione. La Hughes Aircraft Company creò dunque un missile, chiamato AAM-N-11, da associare ad un radar AN/AWG-9. Nel giugno 1963 si cambiò nome al progetto in AIM-54A e il primo prototipo, l'XAIM-54A, iniziò a volare nel 1965.

La cancellazione dei progetti del Missile e dell'F-111 obbligarono a scegliere un nuovo vettore per il nuovo missile, e alla fine fu scelto l'F-14 Tomcat, che rimase l'unico caccia intercettore con integrata questo tipo di arma dal 1974.
Nell'agosto 1979 il prototipo XAIM-54C superò i test e la US Navy ne autorizzò la produzione, deviandola dall'AIM-54A, nel 1982. Quest'ultima variante, l'AIM-54C, costituì circa la metà dei 5 000 Phoenix prodotti fino al 1990, anno in cui venne fermata la produzione.

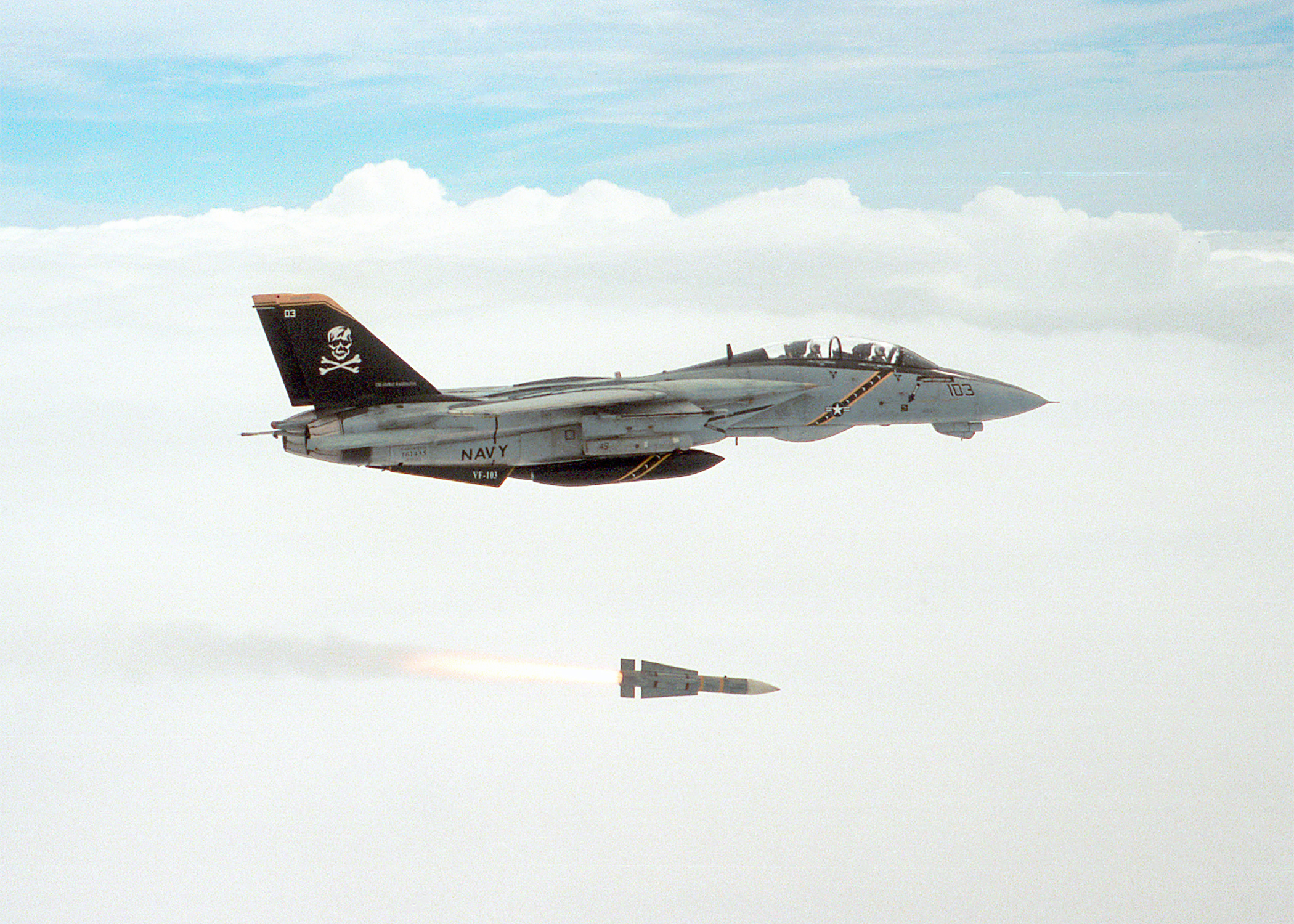
Lancio di un Phoenix da un F-14

Il Phoenix fu radiato il 30 settembre del 2004. principalmente a causa della crescente mancanza della minaccia che era stato chiamato a scongiurare, cioè l'attacco della flotta da missili o aerei nemici, seguito dal Tomcat l'8 febbraio del 2006 e rimpiazzati rispettivamente dagli AIM-120 AMRAAM (con portata inferiore) e dai McDonnell Douglas F/A-18 Hornet.

## Caratteristiche tecniche e versioni

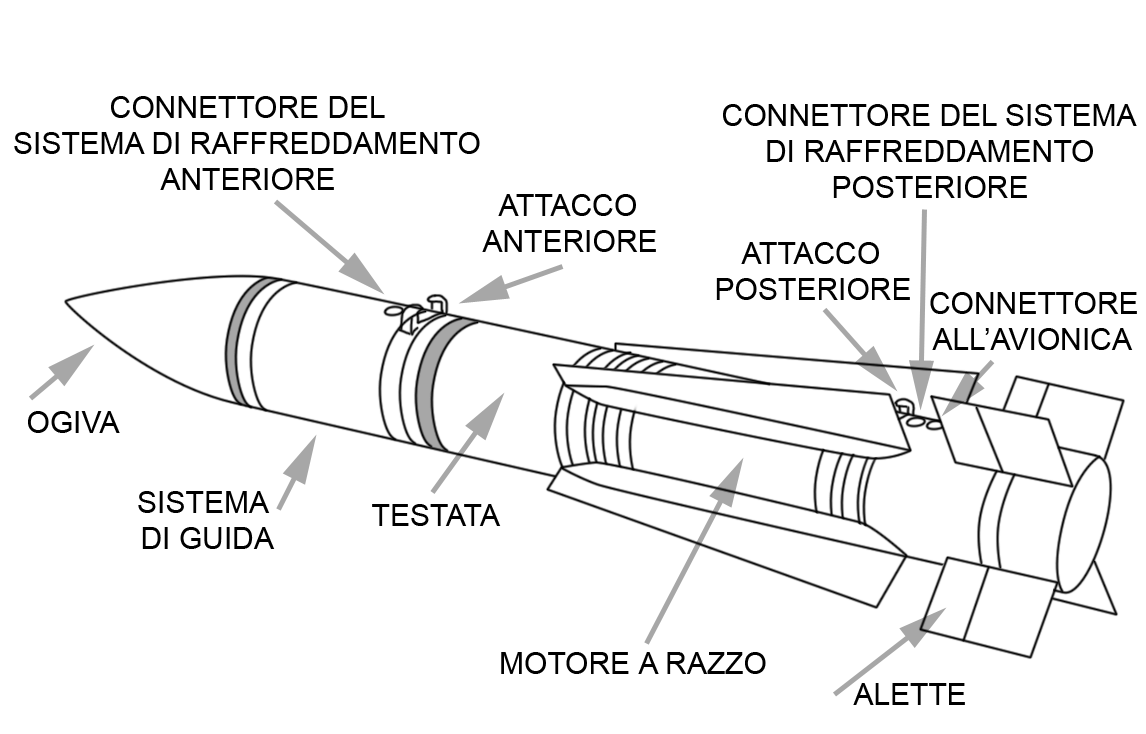
Schema di un Phoenix

Il missile Phoenix (fenice) divenne l'unico missile a lungo raggio della Marina degli Stati Uniti ed era parte di un sistema d'arma con possibilità di acquisizione ed ingaggio di bersagli multipli: era possibile infatti agganciare fino a sei bersagli contemporaneamente in condizioni ognitempo e con sistemi di contromisure elettroniche (ECM) attivi grazie ad un'antenna radar che poteva illuminare il bersaglio senza assistenza del vettore lanciatore (l'F-14 appunto).
La struttura del missile era una versione in scala maggiore dell'AIM-47 Falcon con quattro alette incrociate; potevano essere agganciati in un numero pari a quattro ventralmente in speciali piloni ed uno ad ogni pilone subalare, sotto la parte fissa della semiala a geometria variabile. Il pieno carico superava i 2 721 kg, quindi era più comune caricare un misto di Phoenix, Sparrow e Sidewinder per ridurre il peso complessivo dell'aereo.
Furono prodotte un totale di quattro versioni dell'AIM-54:
- AIM-54A

La prima versione in servizio dal 1974. Una volta lanciato il motore spingeva L'AIM-54A ad una velocità superiore a Mach 2, quindi entrava in azione il sofisticato sistema di guida: per obiettivi non troppo distanti il radar semi-attivo aggiornava continuamente la loro posizione e li marcava periodicamente per dirigere il missile verso di loro; in caso di nemici a grande distanza (fino a 130 km) invece veniva fatta seguire al Phoenix una traiettoria a quote maggiori per ridurre l'attrito e quindi avere più autonomia, finché negli ultimi 18 km entrava in funzione il radar che marcava l'unità da centrare; in caso invece di bersagli vicini (a non meno di 3,7 km) diventava immediatamente operativo il radar;
- AIM-54B

Versione prodotta in quantità esigue la cui peculiarità era una semplificazione del processo di produzione rispetto al modello precedente;
- AIM-54C

Versione iniziata a produrre dal 1982 dotata di un nuovo sistema di guida con migliorie al pilota automatico e ai software interni, rendendolo più efficace contro bersagli altamente manovrabili come caccia e missili sea skimming. Il motore, più potente, garantiva una maggiore velocità che unita all'introduzione di una nuova spoletta rendevano più letale il Phoenix; gli aggiornamentri tra l'altro proseguirono con l'installazione di una nuova testata più efficace;
- AIM-54 ECCM/Sealed

Versione con contro-contromisure elettroniche che non richiedeva più un raffreddamento durante il volo agganciato al vettore. In servizio dal 1988, le sue novità consistevano in una nuova testata esplosiva e in un nuovo software. A causa dell'assenza del sistema di raffreddamento, il Tomcat non doveva superare una certa velocità quando lo portava in volo.
Ci furono anche versioni dedicate all'addestramento e alla sperimentazione designate ATM-54A, ATM-54C e DATM-54A (con carica inerte), AEM-54 (dotata di una particolare telemetria per l'acquisizione di dati) e CATM-54A e CATM-54C (versione non lanciata usata per verificare il sistema di acquisizione del bersaglio).

### Il radar AN/AWG-9
Durante il suo sviluppo, una funzionalità chiave dell'F-14 Tomcat era il buon accoppiamento con il suo radar, l'AN/AWG-9 e il missile AIM-54 Phoenix. La combinazione avrebbe fornito l'aereo di un sistema di sorveglianza mai costruito prima, così come di un raggio d'azione eccezionale.
L'AN/AWG-9 fu un apparecchio rivoluzionario per l'epoca, prima della sua introduzione infatti l'operatore era costretto ad interpretare un quadro luminoso analogico per distinguere i veri bersagli dal rumore di fondo, mentre questo radar era uno dei primi con filtro digitale che lasciava all'operatore una visuale molto più chiara dello spazio aereo davanti a lui. Aveva due unità di potenza, tre processori, cinque filtri digitali, quattro unità di controllo radar, tre trasmittenti (capaci di generare un'onda continua a impulsi Doppler) ed un'antenna di 91,4 cm sulla quale era anche montato il sistema IFF formato da due righe di sei dipoli. La potenza del radar era di 10,2 kW.
La capacità più straordinaria dell'AN/AWG-9 era quella di agganciare fino a 24 bersagli simultaneamente, fornendo la posizione di sei di questi ai missili Phoenix. Come i moderni radar Track-While-Scan (TWS, "aggancia mentre continua a scansionare") questo tiene in memoria i dati di ognuno dei 24 bersagli acquisiti, mentre l'antenna continua a cercare, e al passaggio successivo compara le nuove acquisizioni con quelle vecchie aggiornandone la posizione.

Lo stesso metodo permetteva al radar di aggiornare i Phoenix mentre erano in volo verso il bersaglio trasferendo via radio i dati del bersaglio appropriato a ciascuno dei missili inviati che avrebbe dovuto aggiustare appropriatamente la sua corsa. Prima del lancio dei missili il radar stabiliva anche una gerarchia tra le minacce che rilevava, aumentando così le possibilità di sopravvivenza dell'aereo lanciatore.
Questo radar è poi stato sostituito nelle ultime versioni del Tomcat (D) da una sua evoluzione, l'APG-71, digitalizzato, migliorato e dotato di una portata maggiore (370 km).
| Modo                                | Portata (km) |
| ----------------------------------- | ------------ |
| Ricerca ad impulsi                  | 117          |
| Ricerca ad impulsi in aggancio PSTT | 91           |
| Ricerca ad impulsi Doppler di 5 m²  | 213          |
| RWS / TWS                           | 167          |
| VSL / PRL                           | 9            |
| Onda continua per lo AIM-7          | 70           |